# Wormerland

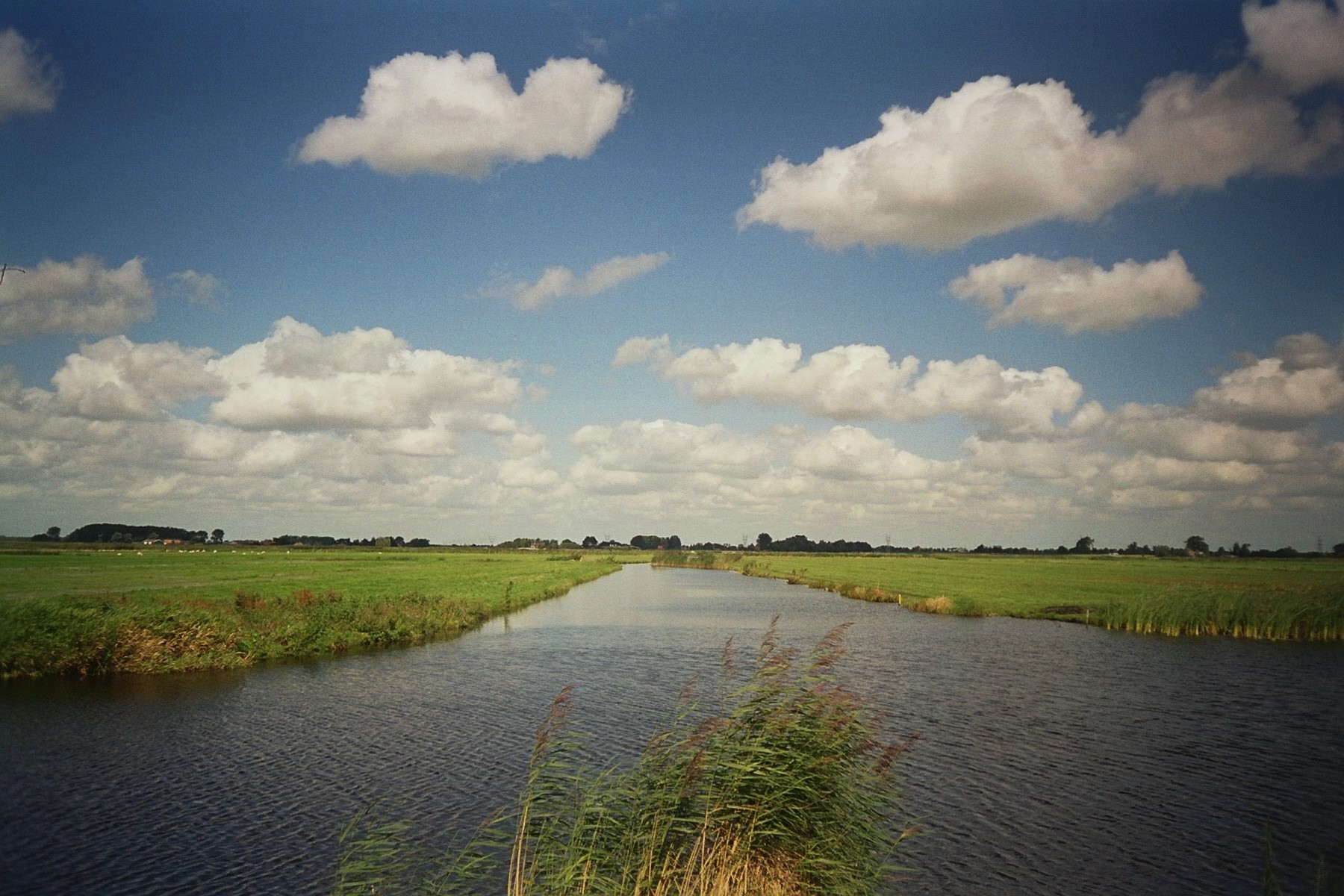
Paesaggio nel comune di Wormerland

Wormerland  è un comune olandese di 15 873 abitanti situato nella provincia dell'Olanda Settentrionale.